# Travers (cratère)
Pour les articles homonymes, voir Travers.
Travers est un cratère d'impact présent sur la surface de Mercure. 
Le cratère fut ainsi nommé par l'Union astronomique internationale en 2018 en hommage à l'écrivaine australienne Pamela L. Travers, créatrice du personnage de Mary Poppins. 
Son diamètre est de 164 km. Il se situe dans le quadrangle de Debussy (quadrangle H-14) de Mercure.